# Jacques Champion
Pour les articles homonymes, voir Champion.
Jacques Champion, né le 4 septembre 1934 à Paris 15e et mort le 21 août 1990 à Toulon, est un coureur cycliste français, professionnel de 1959 à 1961.

## Biographie
En 1959, il termine quatrième du Tour de l'Ariège et huitième des Boucles de la Seine.

## Palmarès
- 1958
  - 3e du Grand Prix de l'Équipe et du CV 19e
- 1964
  - 2e du Tour de Corrèze

### Résultats sur les grands tours

#### Tour de France
1 participation
- 1959 : abandon (7e étape)